# Surucucu
Surucucu (nome científico: Lachesis muta), também chamada surucutinga, surucucutinga, surucucu-pico-de-jaca, cobra-topete ou surucucu-de-fogo, é a maior serpente peçonhenta da América Latina.

## Etimologia
O vernáculo surucucu vem do tupi suruku'ku. Foi registrado em 1576 como sucucucú e 1881 como surucucu. Surucucutinga, ou a forma construída por haplologia Surucutinga, derivam de surucucu + -tinga ("branco, claro"). Em outras línguas indígenas, aparece como *xâgi (Proto-macu oriental), na’shi (xaui), e 'ĩtsãi (quasa). Já pico-de-jaca refere-se às escamas da serpente que, quando adulta, lembram a textura pontiaguda da fruta.

## Taxonomia
Duas subespécies adicionais, L. m. melanocephala e L. m. stenophrys, já foram reconhecidos. No entanto, ambas foram elevados ao nível de espécie por Zamudio e Green em 1997 (ver L. melanocephala e L. stenophrys).
| Subespécies       | Autor do táxon       | Nome comum | Distribuição geográfica |
| ----------------- | -------------------- | ---------- | --- |
| L. muta muta      | (Lineu, 1766)        | Surucucu   | Sudeste da Colômbia, leste do Equador, Peru, norte da Bolívia, leste e sul da Venezuela, Trindade, Guiana, Suriname, Guiana Francesa e grande parte do norte do Brasil, Costa Rica |
| L. muta rhombeata | (Wied-Neuwied, 1824) | Surucucu   | Florestas costeiras do sudeste do Brasil (do sul do Rio Grande do Norte ao Rio de Janeiro).                                                                                        |

## Descrição

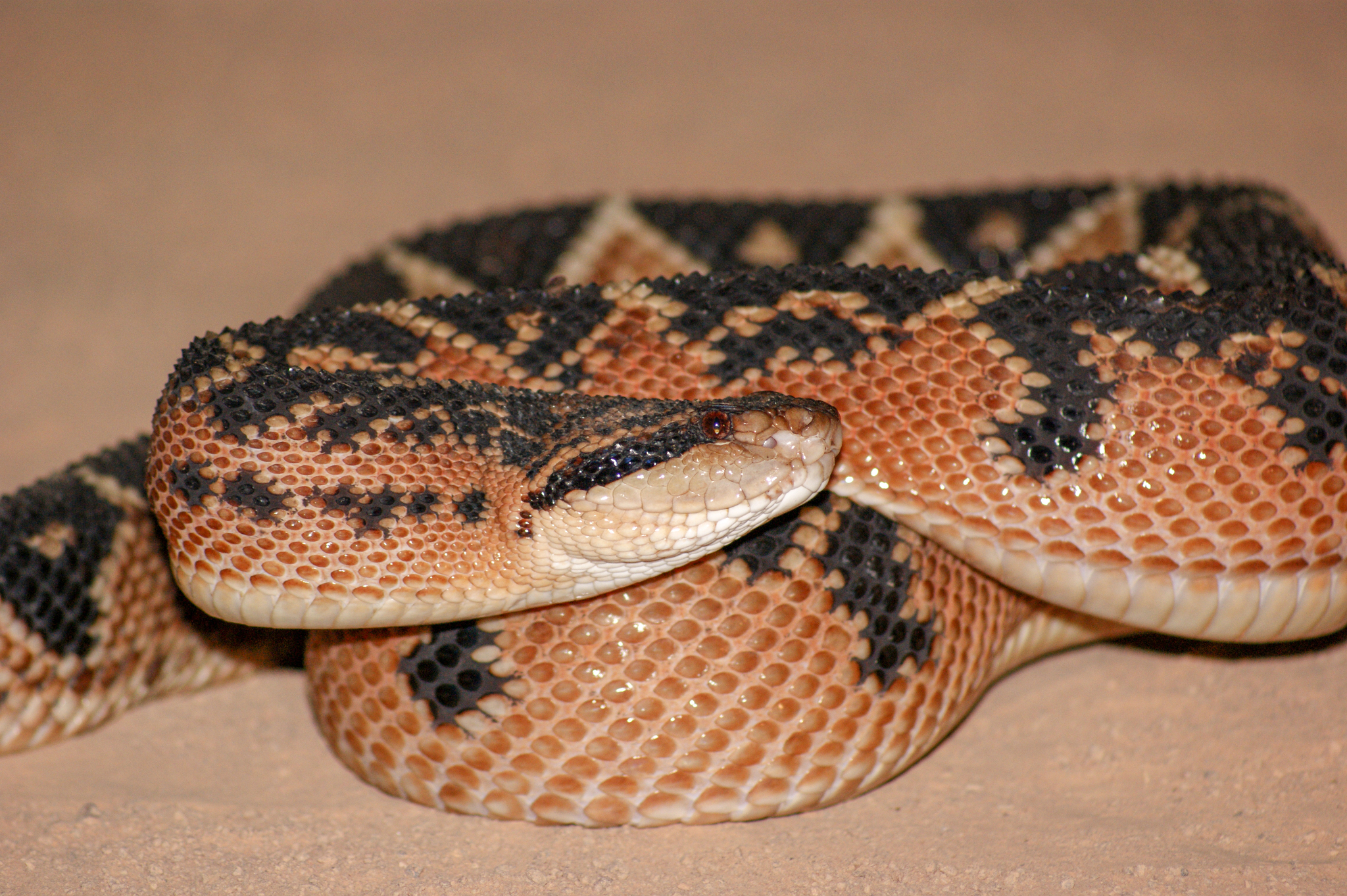
Surucu em perfil, vista em Paranaita, Mato Grosso, Brasil

Os adultos de surucucu crescem em média de 2 a 2,5 metros (6½-8 pés), embora 3 metros (10 pés) não sejam muito incomuns. O maior espécime registrado tinha quase 3,65 metros (12 pés) de comprimento, tornando-o a maior de todas as víboras e a cobra venenosa mais longa do hemisfério ocidental. A surucucu é a mais longa cobra venenosa das Américas e a segunda no mundo depois da cobra-real (Ophiophagus hannah). Esse tamanho é muito próximo da mamba-negra (Dendroaspis polylepis) que já teve exemplar próximo de 4 metros. A cabeça é larga e distinta do pescoço estreito. O focinho é amplamente arredondado. Não há canto. Um par de internasais pequenas está presente, separadas por pequenas escalas. Os supraoculares são estreitos. Outras partes da coroa são cobertas com escamas muito pequenas. Lateralmente, o segundo supralabial forma a borda anterior da fosseta loreal, enquanto o terceiro é muito grande. A fosseta loreal é bem pronunciada. O olho é separado dos supralabiais por quatro a cinco fileiras de pequenas escamas. A dentição é do tipo solenóglifa. O corpo é cilíndrico, afilado e moderadamente robusto. No meio do corpo existem 31-37 fileiras não oblíquas de escamas dorsais que são fortemente quilhadas com tubérculos bulbosos e fracamente imbricadas. Existem 200-230 escamas ventrais. A cauda é curta com 32-50 subcaudais pareados, seguidos por 13-17 fileiras de pequenos espinhos e um espinho terminal. Como a maioria das víboras do Novo Mundo, a surucucu exibe comportamento de vibração de cauda defensiva em resposta a potenciais ameaças predatórias. O padrão da porção dorsal da cabeça apresenta tom amarelo-alaranjado, com várias manchas escuras e de tamanhos irregulares. O corpo também apresenta tons amarelo-alaranjados ou claro com manchas negras em forma de losangos mais claros no centro distribuídos ao longo do corpo. O ventre é branco e a cauda curta é negrejada.

## Veneno
Acidentes com serpentes do gênero Lachesis são chamados acidentes laquéticos. Representam cerca de 1,4% dos acidentes que ocorrem por ano no Brasil. Os acidentes ocorrem porque as vítimas não percebem a sua presença e se aproximam demasiadamente. Por isso quando se está em seu habitat natural, deve-se ter atenção redobrada, além de se estar devidamente calçado, com botas de cano alto ou perneiras de couro, botinas, sapato fechado, uma vez que, a maioria dos acidentes (cerca de 80%) ocorrem nos membros inferiores (pés e pernas). Alguns relatórios sugerem que esta espécie produz uma grande quantidade de veneno que é fraco em comparação com algumas outras víboras. Outros, no entanto, sugerem que tais conclusões não são precisas. Esses animais são muito afetados pelo estresse e raramente vivem muito tempo em cativeiro. Isso dificulta a obtenção de veneno em quantidades úteis e em boas condições para fins de estudo. Por exemplo, Bolaños (1972) observou que o rendimento de veneno de seus espécimes caiu de 233 miligramas para 64 miligramas enquanto eles permaneceram sob seus cuidados. Como o estresse da ordenha regular tem esse efeito na produção de veneno, é raciocinado que também pode afetar a toxicidade do veneno. Isso pode explicar a disparidade descrita por Hardy e Haad (1998) entre a baixa toxicidade laboratorial do veneno e a alta taxa de mortalidade de vítimas de mordida.
Brown (1973) fornece os seguintes valores de LD50 para camundongos: 1,5 mg/kg IV, 1,6-6,2 mg/kg IP, 6,0 mg/kg SC. Também observa um rendimento de veneno de 200–411 miligramas. O veneno da surucucu tem atividade proteolítica, ocasionando lesão tecidual, ação hemorrágica e neurotóxica. É diferente da peçonha botrópica por poder ocasionar síncope vasovagal em algumas vítimas. Esta peçonha consome protrombina e fibrinogênio repercutindo em uma coagulopatia do tipo "Coagulação Intravascular Disseminada". Os sintomas são bastante semelhantes aos causados pelo Bothrops, no local da picada há dor, edema, equimose, necrose da pele, abscessos, vesículas e bolhas. As principais complicações no local da picada incluem necrose, síndrome compartimental, infecções secundárias e déficit funcional. Os efeitos sistêmicos são caracterizados por hipotensão, tontura, distúrbios visuais, bradicardia, dor abdominal, náusea, vômito e diarreia. Outras manifestações também são semelhantes ao Bothrops, incluindo hemorragia sistêmica e insuficiência renal. Em Ilhéus, na Bahia, um menino de sete anos foi mordido ao sair de casa e pisar em um desses espécimes. Foi relatado que a criança faleceu 15 minutos depois. Em 2005, no noroeste de Mato Grosso, uma criança de cinco anos também morreu, entrando em choque aproximadamente 30 minutos após ser mordida e sucumbindo em 90 minutos. O único tratamento disponível atualmente é a administração intravenosa do soro antilaquético ou anti botrópico-laquético no acidentado.

## Habitat
A surucucu encontrado na América do Sul nas florestas equatoriais a leste dos Andes: Colômbia, leste do Equador, Peru, norte da Bolívia, leste e sul da Venezuela, Guiana, Costa Rica, Suriname, Guiana Francesa, grande parte do Brasil e a ilha de Trindade. A localidade tipo é "Surinami" (Suriname). Ocorre em florestas densas primárias e secundárias; campos adjacentes e áreas desmatadas. Em Trindade tende a preferir regiões montanhosas e montanhosas. No Brasil, é típica da Amazônia, mas conhecem-se registros na literatura da presença desse animal até em áreas isoladas de resquícios do bioma da Mata Atlântica como na região de Serra Grande, entre os municípios de Uruçuca e Ilhéus, na Bahia. No estado da Bahia ocorre nos municípios de: Amargosa, Belmonte, Camamu, Entre Rios, Ibicaraí, Ilhéus, Itacaré, Maraú, Mutuípe, Pau Brasil, Piraí do Norte, Santa Cruz Cabrália, São Felipe, Teixeira de Freitas, Una, Uruçuca e Valença.

## Conservação
Em 2005, foi classificada como vulnerável na Lista de Espécies da Fauna Ameaçadas do Espírito Santo; em 2017, como vulnerável (VU) na Lista Oficial das Espécies da Fauna Ameaçadas de Extinção do Estado da Bahia; em 2018, como pouco preocupante na Lista Vermelha do Livro Vermelho da Fauna Brasileira Ameaçada de Extinção do Instituto Chico Mendes de Conservação da Biodiversidade (ICMBio) e em perigo na Lista das Espécies da Fauna Ameaçadas de Extinção no Estado do Rio de Janeiro; e em 2022, como criticamente em perigo (CR) na Lista Vermelha de Espécies Ameaçadas da Fauna do Ceará. A União Internacional para a Conservação da Natureza, em sua Lista Vermelha, avaliou a espécie como menos preocupante, sob argumento de que não há estudos acerca do número total de indivíduos que compões a espécie e porque ocorre em uma ampla distribuição geográfica.